# Inmigración tunecina en España
La inmigración tunecina en España se refiere al asentamiento de tunecinos, esencialmente ciudadanos de la República Tunecina (norte de África), en el Reino de España (sur de Europa y norte de África).

## Inmigración magrebí en España
La inmigración proveniente del noroeste de Ágrica o Magreb árabe ha sido tradicionalmente muy escasa en España, lugar que además era un país emisor de emigrantes más que receptor de los mismos.
En el caso del norte del continente africano, España apenas tuvo presencia e influencia fuera de sus plazas de soberanía, pues la región estuvo muy marcada por el colonialismo francés que mantuvo su dominio hasta la década de 1960 y en la mayoría de ocasiones con una fuerte influencia en los países independizados.
En el caso tunecino, las relaciones durante el siglo XX fueron escasas en la primera mitad por la fuerte influencia francesa que mantuvo una actitud distante con el régimen dictatorial de Francisco Franco que gobernaba España desde 1939. Con el fin del Protectorado francés de Túnez en 1956, parecía que podía revertirse la situación, pero el dominio del partido Neo-Destour, con una ideología socialista que depuso a Muhammad VIII al-Amin, último rey de Túnez, no ayudó a mejorar tanto las relaciones, si bien Habib Burguiba, presidente y primer ministro de facto de Túnez visitó España en 1957 y fue recibido con todos los honores.
La presencia de tunecinos en España era tradicionalmente testimonial, comenzando el presente siglo XXI con apenas 814 personas con pasaporte tunecino censadas en todo el país, habiéndose casi duplicado en el anterior lustro. Con el avance de las décadas de 2000 y 2010, la población tunecina en España ha aumentado ligeramente hasta alcanzar las 3.102 personas censadas en 2022.

### Inmigración irregular
Al ser Túnez un país mediterráneo, el país norafricano es foco y lugar de paso de la inmigración irregular que busca llegar a Europa. Por esa razón, ya se firmó un primer acuerdo entre la Unión Europea y Túnez para la cooperación contra este tipo de inmigración en el marco de lo que luego se conocería como «Grupo 5+5».
España y Túnez han firmado bilateralmente acuerdos de cooperación más ambiciosos tanto para temas de cooperación como económicos.

## Estadísticas
Gráfica del censo oficial de población tunecina residente en España (sólo incluye ciudadanos con pasaporte tunecino con permiso de trabajo en España. No incluye apátridas, nacionalizados ni otras circunstancias):
| Gráfica de evolución de Inmigración tunecina en España entre 1998 y 2022 |
|                                                                          |
| Datos del INE a 1 de enero de cada año.                                  |